# 惠安女
惠安女（白話字：Hūi-oaⁿ cha-bó͘，惠安查某）是指主要集中居住在在福建省泉州市惠安县東部的崇武镇、小岞镇、山霞镇和涂寨镇的漢族婦女。惠安女以其服飾奇特，極富地方傳統色彩，再加上吃苦耐勞，獲得極高的美譽。女詩人舒婷曾以《惠安女子》為題寫過一首歌頌惠安女的短詩。

## 服飾特點
惠安女的服飾獨具一格，引人注目，具有很強的色彩感染力，視為“中國服飾精華的一部分”。惠安女的典型特徵是花頭巾、短上衣、銀腰帶、大筒褲。但這種服飾實際上歷史不長，是在1940年代才開始出現的。
崇武一带的惠安女上衣为蓝色，裤子为黑色。而小岞和净峰一带则分别为白色和蓝色。惠东女腰上系着银腰链，表明已婚。崇武一带的银腰链较为粗重，而小岞和净峰一带则相对较细。
2006年5月20日，中国国务院将惠安女服饰列入第一批中国国家级非物质文化遗产名录。

## 惠安女風俗
惠安女以其比較獨特的風俗吸引了民俗研究者的關注。

### 早婚
过去，多数惠安女都有“娃娃亲”的习俗，在出生后不久即由家人包办订婚，现在仍有少数人延续该习俗。

### 長住娘家
“長住娘家”婚俗又稱“不落夫家”，现在已经没有这一习俗。婦女出嫁三天后即回娘家長住，只有過年過節及農忙時到夫家住一兩天。只有等到懷孕以後才允許長住夫家。住娘家的時間至少有二三年，最長達20年以上，一般五到八年。她們每年到夫家不上十次，每次不超過三日。回夫家時多半要用塊布遮著臉，到晚上熄燈後才能去掉，第二天天亮又得跑回家。懷孕生子時不能生在娘家，生在娘家會被認為不吉利，所以必須在夜間趕到夫家生產，也因此常有出現來不及而生子於半家。由於妻子很少到夫家，到夫家又多於夜間，且多用布遮臉，所以常出現夫妻多年可互不認識的怪事。

#### 成因分析
對於該婚俗人文成因的分析主要有以下四點：一是由葉國慶、林惠祥（1952）等早期文化人類學者提出的“該婚俗是母系社會到父系社會過渡期的遺俗”（吳春明，1999）；二是由香港學者喬健教授提出的“因兩性分工不同而引起的”（喬健，1992）；三是認為該婚俗與當地的“早婚”有關係，是“構成了同一婚姻制度下功能互補的部分”（蔣炳釗，1994）；四是認為“這種特殊的婚俗是土著閩越人不落夫家婚俗與漢文化中推向極致的封建貞操觀念相結合的產物”（蔣炳釗，1989）